# 3. ŽNL Osječko-baranjska NS Našice 2014./15.
Prvenstvo se igralo trokružno. Ligu je osvojio NK Brezik Brezik Našički i time se kvalificirao u 2. ŽNL Osječko-baranjsku NS Našice.

## Tablica
| Mj. | Klub                     | Sus. | Pobj. | Ner. | Por. | GR.   | Bod.       |
| --- | ------------------------ | ---- | ----- | ---- | ---- | ----- | ---------- |
| 1.  | NK Brezik Brezik Našički | 21   | 15    | 2    | 4    | 52:33 | 47         |
| 2.  | NK Seona                 | 21   | 13    | 3    | 5    | 49:30 | 42         |
| 3.  | NK Slavonac Pribiševci   | 21   | 11    | 3    | 7    | 51:35 | 36         |
| 4.  | NK Slavonija Klokočevci  | 21   | 10    | 0    | 11   | 52:39 | 30         |
| 5.  | NK Dinamo Budimci        | 21   | 9     | 3    | 9    | 45:40 | 30         |
| 6.  | NK Lađanska              | 21   | 9     | 2    | 10   | 33:26 | 23 (-6) ↓1 |
| 7.  | NK Lug Bokšić Lug        | 21   | 6     | 1    | 14   | 40:78 | 18 (-1) ↓2 |
| 8.  | NK Vuka Razbojište       | 21   | 3     | 2    | 16   | 30:71 | 9 (-2) ↓3  |

## Rezultati
| NK Vuka Razbojište - NK Lug Bokšić Lug 3:2 NK Brezik Brezik Našički - NK Slavonija Klokočevci 0:7 NK Dinamo Budimci - NK Slavonac Pribiševci 1:2 NK Lađanska - NK Seona 1:3 | NK Lađanska - NK Dinamo Budimci 1:2 NK Slavonac Pribiševci - NK Brezik Brezik Našički 0:3 NK Slavonija Klokočevci - NK Vuka Razbojište 5:0 NK Seona - NK Lug Bokšić Lug 4:2 | NK Brezik Brezik Našički - NK Lađanska 2:1 NK Vuka Razbojište - NK Slavonac Pribiševci 2:2 NK Lug Bokšić Lug - NK Slavonija Klokočevci 3:2 NK Dinamo Budimci - NK Seona 1:2 |
| NK Lađanska - NK Vuka Razbojište 4:0 NK Dinamo Budimci - NK Brezik Brezik Našički 2:3 NK Slavonac Pribiševci - NK Lug Bokšić Lug 2:3 NK Seona - NK Slavonija Klokočevci 1:0 | NK Lug Bokšić Lug - NK Lađanska 0:0 NK Vuka Razbojište - NK Dinamo Budimci 1:5 NK Slavonija Klokočevci - NK Slavonac Pribiševci 2:0 NK Brezik Brezik Našički - NK Seona 2:0 | NK Lađanska - NK Slavonija Klokočevci 4:0 NK Dinamo Budimci - NK Lug Bokšić Lug 3:1 NK Brezik Brezik Našički - NK Vuka Razbojište 2:0 NK Seona - NK Slavonac Pribiševci 2:3 |
| NK Slavonac Pribiševci - NK Lađanska 1:1 NK Slavonija Klokočevci - NK Dinamo Budimci 5:2 NK Lug Bokšić Lug - NK Brezik Brezik Našički 2:3 NK Vuka Razbojište - NK Seona 2:4 | NK Lug Bokšić Lug - NK Vuka Razbojište 5:1 NK Slavonija Klokočevci - NK Brezik Brezik Našički 1:2 NK Slavonac Pribiševci - NK Dinamo Budimci 6:1 NK Seona - NK Lađanska 0:2 | NK Dinamo Budimci - NK Lađanska 0:3 NK Brezik Brezik Našički - NK Slavonac Pribiševci 2:1 NK Vuka Razbojište - NK Slavonija Klokočevci 1:6 NK Lug Bokšić Lug - NK Seona 3:4 |
| NK Lađanska - NK Brezik Brezik Našički 0:1 NK Slavonac Pribiševci - NK Vuka Razbojište 3:0 NK Slavonija Klokočevci - NK Lug Bokšić Lug 8:0 NK Seona - NK Dinamo Budimci 2:2 | NK Vuka Razbojište - NK Lađanska 0:2 NK Brezik Brezik Našički - NK Dinamo Budimci 1:1 NK Lug Bokšić Lug - NK Slavonac Pribiševci 1:2 NK Slavonija Klokočevci - NK Seona 0:1 | NK Lađanska - NK Lug Bokšić Lug 3:0 NK Dinamo Budimci - NK Vuka Razbojište 0:0 NK Slavonac Pribiševci - NK Slavonija Klokočevci 6:0 NK Seona - NK Brezik Brezik Našički 1:3 |
| NK Slavonija Klokočevci - NK Lađanska 3:1 NK Lug Bokšić Lug - NK Dinamo Budimci 0:3 NK Vuka Razbojište - NK Brezik Brezik Našički 2:4 NK Slavonac Pribiševci - NK Seona 2:2 | NK Lađanska - NK Slavonac Pribiševci 1:2 NK Dinamo Budimci - NK Slavonija Klokočevci 2:0 NK Brezik Brezik Našički - NK Lug Bokšić Lug 7:2 NK Seona - NK Vuka Razbojište 3:1 | NK Slavonija Klokočevci - NK Vuka Razbojište 3:2 NK Slavonac Pribiševci - NK Lug Bokšić Lug 8:1 NK Seona - NK Lađanska 3:0 NK Brezik Brezik Našički - NK Dinamo Budimci 2:1 |
| NK Brezik Brezik Našički - NK Seona 2:2 NK Lađanska - NK Slavonac Pribiševci 1:0 NK Lug Bokšić Lug - NK Slavonija Klokočevci 4:2 NK Dinamo Budimci - NK Vuka Razbojište 2:1 | NK Slavonac Pribiševci - NK Brezik Brezik Našički 2:1 NK Slavonija Klokočevci - NK Lađanska 2:1 NK Vuka Razbojište - NK Lug Bokšić Lug 7:3 NK Seona - NK Dinamo Budimci 2:0 | NK Brezik Brezik Našički - NK Slavonija Klokočevci 2:0 NK Seona - NK Slavonac Pribiševci 2:0 NK Lađanska - NK Vuka Razbojište 2:0 NK Dinamo Budimci - NK Lug Bokšić Lug 8:2 |
| NK Vuka Razbojište - NK Brezik Brezik Našički 4:2 NK Slavonija Klokočevci - NK Seona 1:4 NK Lug Bokšić Lug - NK Lađanska 3:1 NK Slavonac Pribiševci - NK Dinamo Budimci 1:6 | NK Brezik Brezik Našički - NK Lug Bokšić Lug 7:1 NK Seona - NK Vuka Razbojište 7:1 NK Slavonac Pribiševci - NK Slavonija Klokočevci 3:1 NK Dinamo Budimci - NK Lađanska 3:1 | NK Lađanska - NK Brezik Brezik Našički 3:1 NK Lug Bokšić Lug - NK Seona 2:0 NK Vuka Razbojište - NK Slavonac Pribiševci 2:5 NK Slavonija Klokočevci - NK Dinamo Budimci 4:0 |